# Open Hardware Repository
Das Open Hardware Repository (OHWR) ist eine Plattform, auf der Elektrotechniker und Ingenieure von Forschungseinrichtungen kollaborativ neue Hardware entwickeln und produzieren können, analog zur Entwicklung von Open-Source-Software. Die Plattform wurde 2011 von Forschern in CERN gegründet und beherbergt mittlerweile über 100 verschiedene Open-Hardware-Projekte (Stand Januar 2013).
Die Vorteile von Open-Hardware für Hardware-Entwickler sind nach eigener Ansicht des CERN: Hilfestellung für Entwickler, die manche Technologien sonst nicht meistern können, Vermeidung unnötiger Arbeit, wenn benötigte Schaltungen bereits entwickelt wurden, Steigerung der Qualität durch Reviews anderer Entwickler.

## Entstehung
Die Entwicklung des OHWR hat ihre Ursprünge im Projekt White Rabbit, einem Ethernet-basierten Netzwerk zur Übertragung und Synchronisation allgemeiner Daten. Javier Serrano, Leiter der Hardware and Timing-Gruppe in CERNs Beam Control Group, kam zu der Überzeugung, dass Hardware-Entwicklung durch Beiträge von verschiedenen Teams und einzelnen Entwicklern zu besseren Ergebnissen führen könne. Am 7. Juli 2011 startete das CERN offiziell die Version 1.1 nach vier Monaten Alpha-Testing. Mittlerweile beteiligen sich Institute von elf europäischen, afrikanischen und südamerikanischen Universitäten an Projekten (Stand Januar 2013).

## Lizenzierung
Im Zuge der Weiterentwickelung des OHWR veröffentlichte das CERN 2011 die CERN Open Hardware Licence, eine Lizenz für die Bereitstellung freier Hardware. Sie wird von den Projekten der OHWR genutzt und steht anderen Entwicklern kostenlos zur Verfügung.